# Вашингтон (округ Раск, Вісконсин)
Вашингтон (англ. Washington) — місто (англ. town) в США, в окрузі Раск штату Вісконсин. Населення — 360 осіб (2020).

## Демографія
Згідно з переписом 2010 року, у місті мешкало 339 осіб у 153 домогосподарствах у складі 101 родини. Було 422 помешкання
Расовий склад населення:
| - 99,7 % — білих |

До двох чи більше рас належало 0,3 %. Частка іспаномовних становила 0,0 % від усіх жителів.
За віковим діапазоном населення розподілялося таким чином: 18,3 % — особи молодші 18 років, 56,3 % — особи у віці 18—64 років, 25,4 % — особи у віці 65 років та старші. Медіана віку мешканця становила 53,2 року. На 100 осіб жіночої статі у місті припадало 106,7 чоловіків;  на 100 жінок у віці від 18 років та старших — 106,7 чоловіків також старших 18 років.
Середній дохід на одне домашнє господарство  становив 54 041 долар США (медіана — 38 333), а середній дохід на одну сім'ю — 63 964 долари (медіана — 50 313). Медіана доходів становила 49 583 долари для чоловіків та 36 250 доларів для жінок. За межею бідності перебувало 20,2 % осіб, у тому числі 47,5 % дітей у віці до 18 років та 8,4 % осіб у віці 65 років та старших.
Цивільне працевлаштоване населення становило 109 осіб. Основні галузі зайнятості: освіта, охорона здоров'я та соціальна допомога — 39,4 %, будівництво — 15,6 %, виробництво — 11,0 %, роздрібна торгівля — 9,2 %.